# أندري كليباتش
آندري كليباتش (الروسية: Андре́й Рэ́мович Белоу́сов) و يسمى أحيانا بـ( أندريه بيلسوف) من مواليد (17 مارس 1959) اقتصادي روسي، يشغل منصب وزير الدفاع منذ 12 مايو 2024، كان مساعد الرئيس الروسي، وفي وقت سابق كان وزير التنمية الاقتصادية للاتحاد الروسي.

## حياته وتعليمه
ولد كليباتش في موسكو يوم 17 مارس اذار 1959. [1] [2] درس الاقتصاد في جامعة موسكو الحكومية، وتخرج مع مرتبة الشرف في عام 1981.

## حياته المهنية
من عام 1981 إلى عام 1986، كان كليباتش باحث متدرب الأصغر في مختبر محاكاة نظم الإنسان والآلة في المعهد المركزي للاقتصادى الرياضية . من عام 1991 إلى عام 2006، كان رئيسا للمختبر في معهد التنبؤ الاقتصادي في الأكاديمية الروسية للعلوم. [3] وكان مستشار خارجي لمنصب رئيس الوزراء في الفترة من 2000 إلى 2006. [1] ثم شغل منصب نائب وزير التنمية الاقتصادية والتجارة لمدة عامين من 2006 إلى 2008. [1]